# Костел Пресвятого Серця Ісуса (Товстеньке)
Костел Пресвятого Серця Ісуса в Товстенькому — культова споруда, римсько-католицький храм у селі Товстенькому Колиндянської громади Чортківського району Тернопільської области України.

## Історія
Споруджений на початку XX ст.

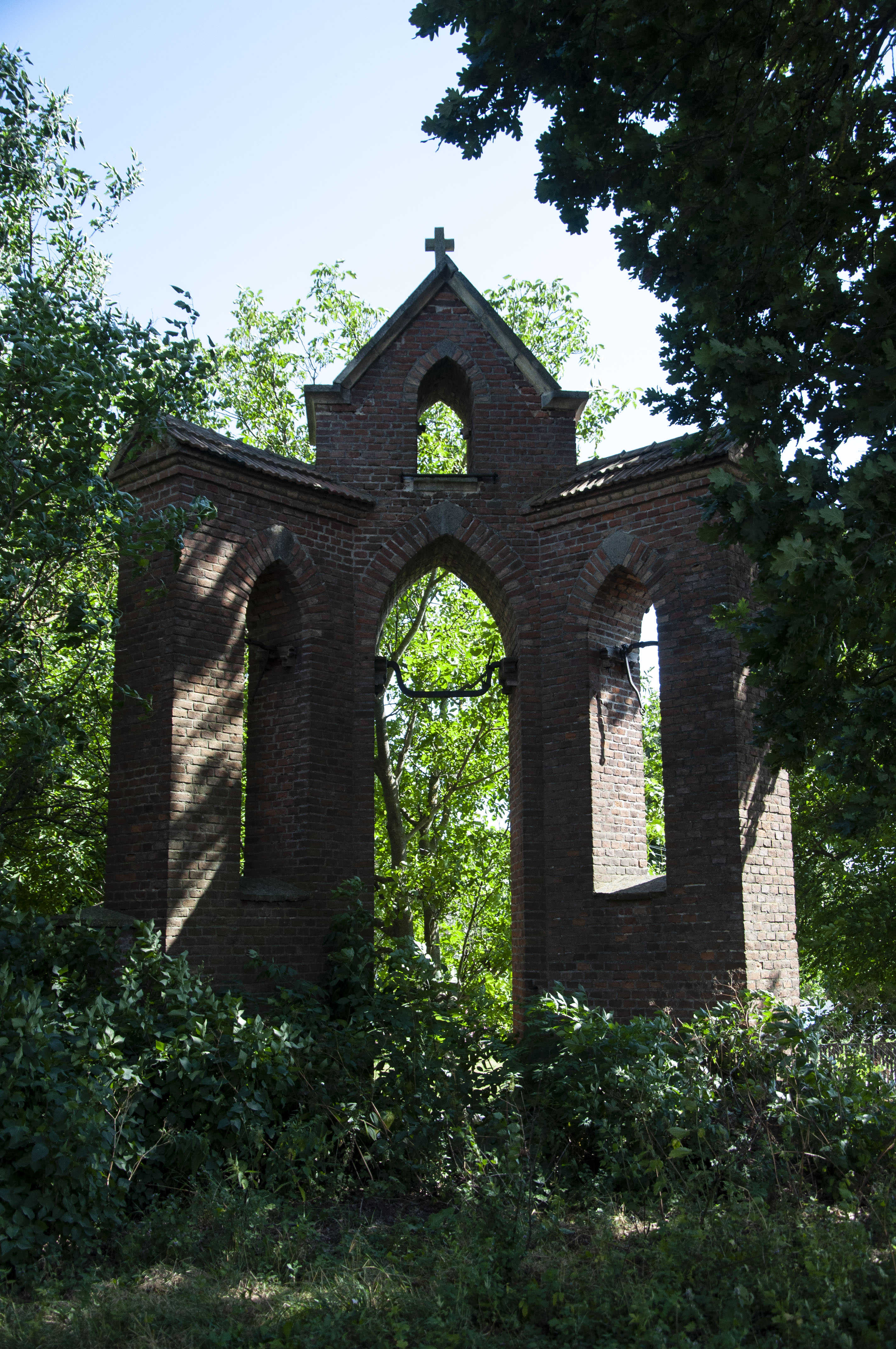
Дзвіниця

Після 1946 року в приміщенні храму діяв склад для зерна та мінеральних добрив, який отруїв землю та зробив воду в довколишніх криницях непридатною для використання. З плином часу костел почав руйнуватися. Зокрема, під час бурі зламався хрест на куполі, протікав дах.
У 2000 році за ініціативою польського священника о. Юзика Юрловського святиня відновлена (покрита бляхою, встановлено хрест, двері). Біля костелу є могила (1931) Леона Городиського, фундатора храму.